# 超える (［Alexandros］の曲)
「超える」（こえる）は、[Alexandros]の楽曲。2025年4月6日に、9thアルバム『PROVOKE』からの先行シングルとしてユニバーサルミュージックより配信リリースされた。

## 概要
- TBS系にて放送されるテレビアニメ『ウマ娘 シンデレラグレイ』の第1クールオープニングテーマとして書き下ろされた楽曲[4]。『ウマ娘』関連アニメでアーティスト楽曲が起用されるのは、今回が初となった[5]。主題歌起用に際して、川上は以下のようにコメントした[6]。

| 「                        | レースは他者との勝負のように捉えられますが、結局は自分との戦いです。 そしてその戦いに震えるのは恐れからではなく、次の自分が殻を破ろうとしている表れです。武者震いのように。 「私が私を追い抜き去っていく絵」 それを目に焼き付けることがレースの真のゴール。 そう私は常々思っています。 この作品にはそんな考えを重ねる瞬間がたくさんありました。共鳴できる素晴らしい作品に出逢うことができて光栄です。 | 」 |
| —川上洋平（[Alexandros]） | |    |

- アニメ『ウマ娘 シンデレラグレイ』初回放送終了後の4月6日午後5時に配信リリースされた[5]。
- 2025年5月24日・25日にさいたまスーパーアリーナで開催された『ウマ娘 プリティーダービー 6th EVENT The New Frontier』春公演では、アニメの主人公・オグリキャップ役の高柳知葉が本曲のカバーバージョンを披露している[7]。
- アニメ1期放送期間中の2025年6月1日に施行された第92回東京優駿の当日の昼休憩中には、発走のファンファーレを務めた陸上自衛隊中央音楽隊による演奏会で演奏された[8]。

## 収録曲
1. 超える
作詞・作曲：川上洋平
編曲：[Alexandros]
2. 超える (Instrumental)